# مركز العمال البوليفي
مركز العمال البوليفي (بالإسبانية: Central Obrera Boliviana) (COB) هو الاتحاد النقابي الرئيسي في بوليفيا . تأسست عام 1952 في أعقاب الثورة الوطنية التي أوصلت الحركة القومية الثورية إلى السلطة. وكان أهم فرع تابع للإتحاد ـ هو اتحاد عمال المناجم البوليفيين (FSTMB). من عام 1952 إلى عام 1987، ترأس مركز القيادي الأسطوري خوان ليشين ، الذي كان أيضًا رئيس اتحاد عمال المناجم البوليفيين. وكانت في أوجها أقوى حركة عمالية مستقلة في العالم. 
تقليديا، كانت منظمة مركز العمال البوليفي منظمة متطلبة ومواجهة، وكانت علاقتها صعبة مع كل رئيس بوليفي منذ الخمسينيات. وفي الآونة الأخيرة، لعبت دوراً مهماً في سلسلة المظاهرات التي أسقطت الرئيس كارلوس ميسا (2005). يدعم مركز العمال البوليفي حاليًا تأميم احتياطيات الغاز الطبيعي البوليفية ويعارض خصخصة المياه خلال احتجاجات كوتشابامبا عام 2000 . وفي عام 2010، قاد الحزب مسيرة وطنية قصيرة أدت إلى إصلاح نظام التقاعد، وفي أبريل/نيسان 2011، نظم إضرابًا عامًا لمدة اثني عشر يومًا للمطالبة بزيادة الأجور.
يمثل المركز حوالي مليوني عامل بوليفي، ويجمع بين العمال من مختلف فروع الصناعة والخدمات العامة بالإضافة إلى التشاور مع العديد من زعماء الفلاحين والسكان الأصليين، مثل فيليبي كويسبي .